# 阿内汀
阿内汀（也称为5-羟基-6,7,8-三甲氧基黄酮，5-Hydroxy-6,7,8-trimethoxyflavone）是一种O-甲基化黄酮，分子式C18H16O6，存在于山胡椒属植物 Lindera lucida 中。